# Coronavirus humain 229E
Alphacoronavirus chicagoense
Espèce
Synonymes
- Human coronavirus 229E (ICTV, 1995)

Alphacoronavirus chicagoense, aussi appelé coronavirus humain 229E (ancien nom scientifique Human coronavirus 229E, sigle HCoV-229E) est une espèce de coronavirus qui infecte les humains et les chauves-souris. Il s'agit d'un virus à ARN simple brin enveloppé, de sens positif, qui pénètre dans sa cellule hôte en se liant au récepteur APN. Avec le coronavirus humain OC43 (HCoV-OC43), il est l'un des virus responsables du rhume,. L'espèce appartient au genre Alphacoronavirus et au sous-genre Duvinacovirus,. Les rhumes sont la plupart du temps bénins, mais des complications respiratoires graves peuvent survenir chez les personnes âgées ou atteintes d’une maladie chronique.

## Histoire
« Les premières souches de Coronavirus humaines HCoV-229E et HCoV-OC43 ont été découvertes dans les années 1960. Depuis quatre autres souches humaines ont été identifiées : SARS-CoV en 2002, NL63 en 2004, HKU1 en 2005 et la souche MERS-CoV en 2012 ». Un autre est découvert en 2019, le SARS-CoV-2.
Le génome de ce coronavirus présente une identité de séquence de l'ordre de 48 % avec le SARS-CoV-2.

## Transmission
Le HCoV-229E se transmet essentiellement via les gouttelettes de la respiration, les postillons et les fomites. 

## Signes et symptômes
Le HCoV-229E est associé à une gamme de symptômes respiratoires, allant du rhume banal à des manifestations plus sévères comme la pneumonie et la bronchiolite. 
Cependant, les cas sévères sont presque toujours des coinfections avec d'autres agents pathogènes respiratoires. L'infection par HCoV-229E seul est le plus souvent asymptomatique ou à l'origine d'une maladie bénigne : un seul cas, publié en 2018, a démontré une infection HCov-229E ayant causé un syndrome de détresse respiratoire aiguë (SDRA) chez un patient par ailleurs en bonne santé et n'ayant aucune coinfection décelable. 

## Prévalence
Le HCoV-229E fait également partie des coronavirus les plus fréquemment codétectés chez l'humain, avec d'autres virus respiratoires, en particulier avec le virus respiratoire syncytial humain (HRSV),,.

## Épidémiologie
HCoV-229E est l'un des six coronavirus humains qui incluent HCoV-NL63, HCoV-OC43, HCoV-HKU1, MERS-CoV et SARSr-CoV (SARS-CoV-1 et SARS-CoV-2) et est distribué mondialement,. Cependant, ces virus ont été détectés dans différentes parties du monde à différentes périodes de l'année,,. 

## Description du virus
C'est un virus enveloppés à ARN positif simple brin. 
Comme pour les autres coronavirus, la capside est caractérisée par 3 protéines virales ancrées dans l'enveloppe : 
1. la protéine spike (S),
2. la protéine de membrane (M)
3. la protéine d’enveloppe (E).

### Les protéines M et E
Elles sont impliquées dans l'assemblage viral et la sécrétion.

### La protéine S
Cette protéine S, dite péplomère ou protéine spiculaire (ou protéine Spike) constitue les spicules qui au microscopie électronique forment la couronne qui a donné son nom à ce taxon (coronavirus = virus à couronnes). Cette protéine permet au virus de s'attacher à sa cellule-cible. Hautement N-glycosylée, elle est aussi la cible la principale des anticorps neutralisants. 
Elle est assemblée en trimères et constituée de deux domaines protéiques :
1. le domaine S1 : c'est lui qui va lier le virus à sa protéine réceptrice de l'hôte ;
2. le domaine S2 : il permettra la fusion de l’enveloppe virale avec la membrane cellulaire, s'il y a activation du processus par des protéases cellulaires ; par clivage protéolytique de la protéine S (par des sérine-protéases de type trypsine)[8]. À la différence de ce qui est observé chez d'autres coronavirus, l'activation de la fusion de HCoV-229E semble passer par un processus mono-étape[8].

## Médicaments
Comme tous les virus à ARN, ce virus mute fréquemment ce qui rend complique l'élaboration d'un vaccin efficace. Il n’existe en l’occurrence pas de vaccin pour le Coronavirus humain 229E et comme pour beaucoup de ces virus, on ne dispose pas de médicament efficace (les mécanismes moléculaires d'infection de l’hôte ne sont pas encore entièrement compris, en particulier concernant le contournement des fonctions défensives du système immunitaire et l'utilisation des facteurs cellulaires pour la reproduction et propagation virale). Les micro-ARN (miARN) et les longs ARN non codants (lncARN) qui participent normalement à la réponse antivirale semblent, au moins en début d'infection, pouvoir être détournés par le virus à son profit. 
Avant 2020 (date de la diffusion de la pandémie de Covid-19), toutes les molécules antivirales testées contre les coronavirus qui se sont avérées efficaces in vitro (ex. : ribavirine, hexachlorophène, nitazoxanide, homoharringtonine, cyclosporine A ou inhibiteurs des protéases cellulaires cathepsine, furine et de la protéine TMPRSS2), ne l'étaient pas in vivo ou ont présenté des effets secondaires trop importants pour être utilisées en routine. 
Des antiviraux à large spectre sont recherchés, ce qui nécessite de trouver des cibles cellulaires stables et communes à ces virus. Une thèse récente (2019) a étudié la modulation de l’expression de ces ARN non codants durant l’infection virale par le virus de l'Hépatite C (VHC) et le coronavirus HCoV-229E en s'intéressant notamment au rôle proviral de la protéine KSRP dans la réplication virale en début d'infection (dans les 24 à 48 h après inoculation), montrant que la protéine KSRP pourrait être concernée par de nouvelles pistes thérapeutiques,,

## Voir également